# Аретуза
Аретуза в древногръцката митология е името на:
1. Една от хесперидите.
2. една от нереидите (дъщеря на Нерей). Бягала от своя обожател, речния бог Алфей. За да я спаси Артемида я превърнала в извор. Алфей слял водите си с нея.

Аретуза е изобразявана на монети като младо момиче с мрежа в косата и риби, кръжащи около главата ѝ.
- Аретуза е и име на извор, близо до Сицилия.